# Akio Morita
Akio Morita (盛田 昭夫, Morita Akio), né le 26 janvier 1921 à Nagoya au Japon et mort le 3 octobre 1999 à Tokyo, est le cofondateur (avec Masaru Ibuka) de la compagnie japonaise Sony et un physicien japonais.

## Jeunesse
Akio Morita est né à Nagoya. La famille Morita possédait des productions de sauce saké, miso et de soja dans la péninsule de Chita, préfecture d'Aichi depuis 1665. Il est également descendant d'une famille de samouraïs .
Il était l'aîné de quatre frères et sœurs et son père, Kyuzaemon, l'a formé dès le plus jeune âge à reprendre l'entreprise familiale. Akio, cependant, a trouvé sa véritable vocation dans les mathématiques et la physique, et en 1944, il sort diplômé en physique de l'Université impériale d'Osaka. Il a ensuite été nommé sous-lieutenant dans la Marine impériale japonaise, et a servi durant la Seconde Guerre mondiale. Pendant son service, Morita a rencontré son futur partenaire d'affaires Masaru Ibuka dans le comité de recherche de guerre de la Marine.

## Sony
Le 7 mai 1946, Morita et Ibuka fondèrent Tokyo Tsushin Kogyo Kabushiki Kaisha (Tokyo Telecommunications Engineering Corporation, l'ancêtre de Sony Corporation) avec environ vingt employés et un capital de 190 000 ¥. Ibuka a trente-huit ans à cette époque, Morita, vingt-cinq. La famille de Morita investit dans cette société pendant la première période et en est le principal actionnaire.
En 1949, la société développe une bande d'enregistrement magnétique et en 1950, vend le premier magnétophone au Japon. En 1957, elle produit une radio de poche (la première à être entièrement transistorisée), et en 1958, Morita et Ibuka décident de rebaptiser leur entreprise Sony (dérivé de sonus - mot latin pour « son » - et de sonny -  mot anglais argotique utilisée dans l'expression alors en vogue au Japon Sonny boy, qui désigne une jeune personne à l'esprit libre et novateur, ce que considéraient être les fondateurs de la marque).
Morita est un défenseur de tous les produits fabriqués par Sony. Cependant, puisque la radio était un peu trop grosse pour tenir dans une poche de chemise, Morita demande que ses employés portent des chemises avec une poche un peu plus grande que la taille normale, pour donner l'illusion aux clients potentiels qu'ils pourront eux aussi transporter ainsi ce produit. En 1960, il produit la première télévision à transistor dans le monde. 
En 1973, Sony reçoit un Emmy Award pour la technologie de tubes cathodiques Trinitron, certes mise au point par la Compagnie française de télévision (CFT), mais qui a été commercialisée pour la première fois en 1968 par Sony après rachat par celui-ci du brevet de la CFT et dépôt d'un nouveau brevet. En 1975, Sony produit le premier enregistreur vidéo Betamax maison, un an avant que le format VHS ne sorte. 
En 1979, c'est le Walkman qui est introduit, ce qui en fait le premier lecteur portable de musique au monde. En 1984, Sony lance la série Discman qui a étendu leur marque Walkman aux produits de CD portables.
En 1960, la Sony Corporation of America (SONAM, aussi abrégée en SCA) est créée aux États-Unis. En 1961, Sony Corporation est la première société japonaise à être cotée à la Bourse de New York, sous la forme d'American Depositary Receipts (ADR). Sony achète CBS Records Group, qui se compose de Columbia Records, Epic Records et d'autres étiquettes de CBS en 1988 et Columbia Pictures Entertainment (Columbia Pictures, Photos TriStar et autres) en 1989.

## Fin de vie
Le 25 novembre 1994, Morita démissionne du poste de président de Sony après avoir, en 1993, subi une hémorragie cérébrale en jouant au tennis. Il est alors remplacé par Norio Ohga, qui avait rejoint la société dans les années 1950 après l'envoi d'une lettre à Morita dénonçant la mauvaise qualité des bandes des enregistreurs de l'entreprise. En 1996, Morita reçoit la croix de Saint-Georges, décernée par la Généralité de Catalogne. Le 3 octobre 1999, il meurt d'une pneumonie, à l'âge de soixante-dix-huit ans. 